# 中华窨蛛
中华窨蛛（学名：Meta sinensis）为肖峭科窨蛛属的动物。在中国大陆，分布于甘肃等地。该物种的模式产地在甘肃。其种加词“sinensis”意为“中华的”。